# 阿穆德納聖母主教座堂
阿穆德納聖母主教座堂（西班牙語：Catedral de la Almudena），全名馬德里王家阿穆德納聖母主教座堂（西班牙語：Catedral de Santa María la Real de la Almudena de Madrid），是天主教馬德里總教區的主教座堂，位於西班牙首都馬德里市中心西側，北面隔著兵器廣場（Plaza de la Armería）與王宮相對。該教堂的主保聖人為阿穆德納聖母（Virgen de la Almudena），其亦為馬德里的主保聖人。
1561年時，西班牙將首都從托萊多遷至馬德里，但教會中樞仍然留在托萊多，使得這個新首都一直沒有一座主教座堂，雖然西班牙是一個天主教國家。早在16世紀就有修建此教堂的計畫，並且已決定將該教堂奉獻給阿穆德納聖母，但遲至1879年才正式開工。在西班牙內戰期間，興建工程曾被迫中斷，直到1950年才復工；而該教堂的建築樣式原為哥德復興式，復工後的建築外觀被改為巴洛克風格，以和白色與灰色建築立面的王宮相對應。1993年6月15日，該教堂在時任教宗若望·保祿二世的祝聖下正式啟用，成為歐洲最新啟用的主教座堂。阿穆德納聖母的原始態像，被供奉於該教堂西側的小堂內。

## 外部連結
维基共享资源上的相關多媒體資源：阿穆德納聖母主教座堂
- S. I. Catedral de Santa María la Real de la Almudena （页面存档备份，存于）（西班牙文）